# Pterocles gutturalis
La ganga gorgigualda, ganga gorjigualda o ganga de garganta amarilla (Pterocles gutturalis)  es una especie de ave pteroclidiforme de la familia Pteroclididae que vive en África oriental y austral.

## Distribución

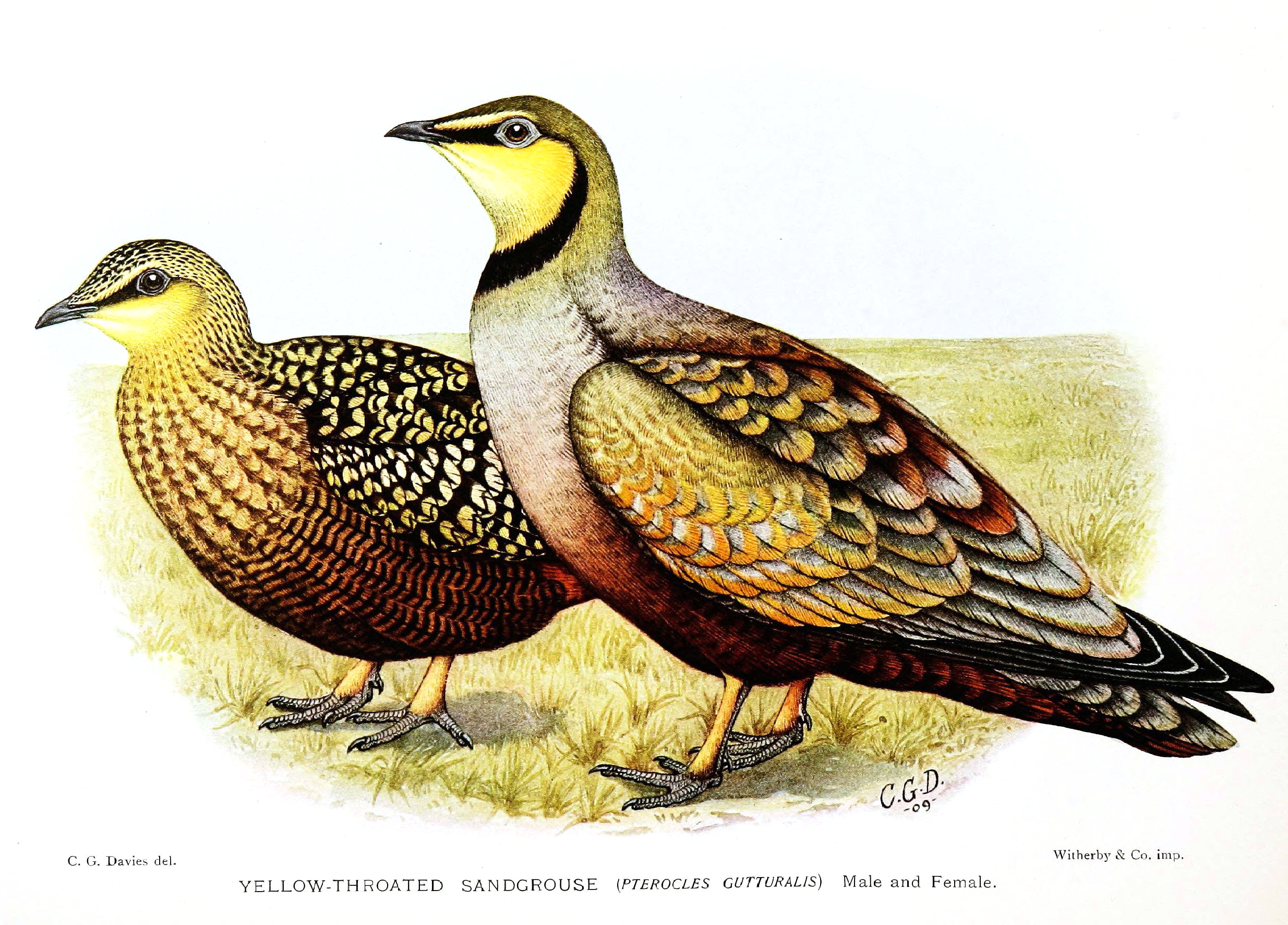
Macho y hembra en una ilustración de Boyd Horsbrugh (1912).

Se extiende por el este y sur de África, distribuido por el sur este de Angola, Botsuana, Eritrea, Etiopía, Kenia, el norte de Namibia y Sudáfrica, Tanzania, Zambia y Zimbabue.